# Lampe néon
Pour l’article homonyme, voir Néon (homonymie).
Ne doit pas être confondu avec tube fluorescent ou bâton lumineux.

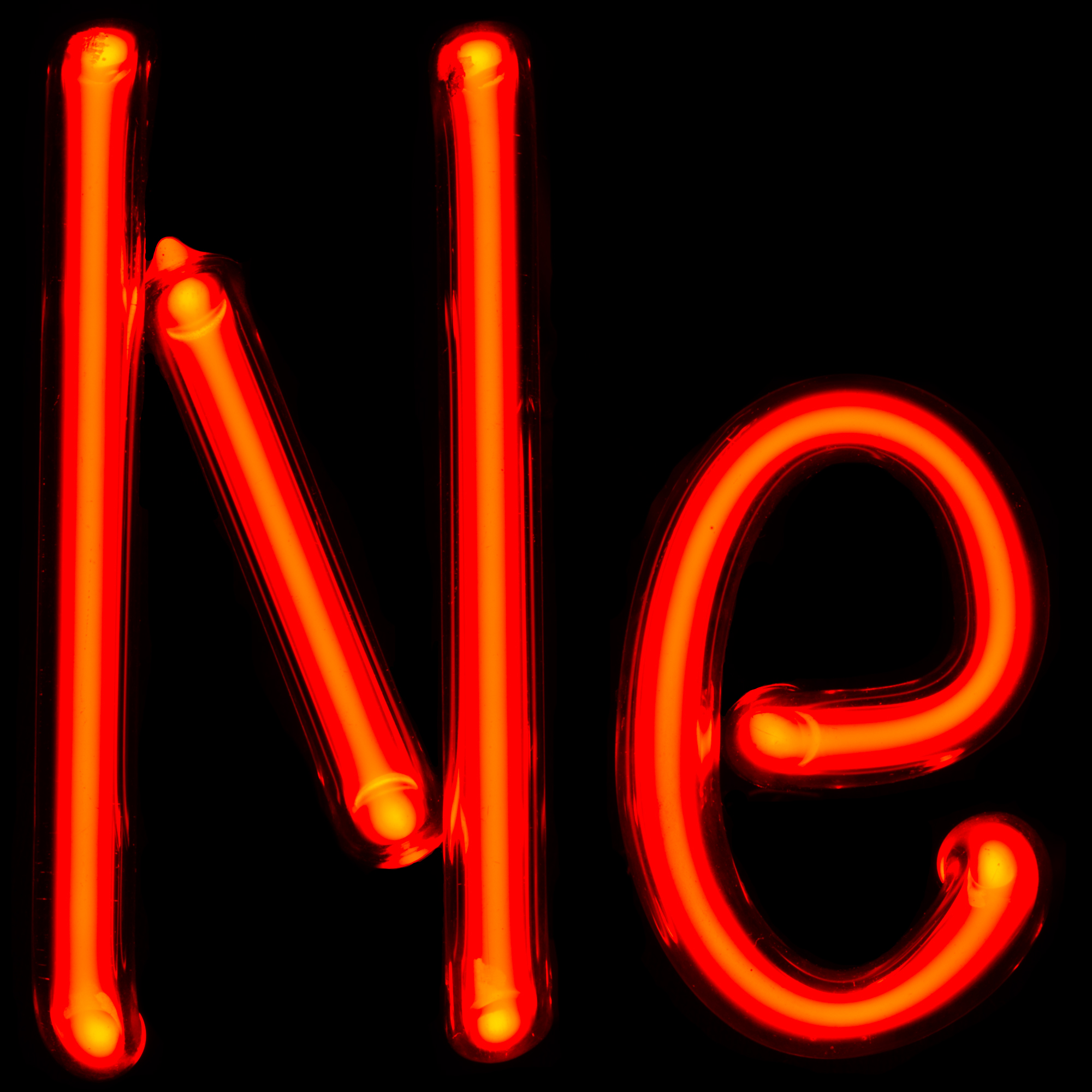
Exemple d'écriture utilisant une lampe néon.

Les lampes néon sont des cas particuliers de lampe à décharge utilisant pour gaz du néon. Elles sont surtout utilisées pour les enseignes lumineuses.
Voir également ampoule au néon.
Dans le langage courant, par abus de langage, on appelle souvent "néon" un tube fluorescent.

## Historique
Les lampes au néon ont été inventées en 1910 par Georges Claude, ce qui a valu à ce chimiste une grande popularité.
Le gaz néon avait été découvert par sir William Ramsay et Morris Travers, dans l’air liquéfié, en 1898. À partir de 1902, la compagnie de Georges Claude, l'Air liquide, en produit des quantités industrielles en tant que sous-produit du processus de fabrication de la liquéfaction, et en décembre 1910 Georges Claude fait une démonstration des possibilités d'éclairage de ce gaz en disposant deux tubes de néon de 12 m sur le péristyle du Grand Palais à l'occasion du Salon de l'auto.
En 1912, le premier "néon" publicitaire à s'élever au-dessus des toits de Paris est une réclame en lettres blanches large d'un mètre sur les Champs-Elysées, affichant Cinzano, une marque italienne distillant du vermouth.
En 1912, un coiffeur installe à Paris la première enseigne au néon[réf. nécessaire].
Un brevet est déposé en 1915 concernant les électrodes. Ce brevet est à la base du monopole de la compagnie Claude Neon Light aux États-Unis entre 1923, date de la première enseigne américaine installée à Los Angeles, et 1932.

## Utilisation
Ces lampes se déclinent en d'autres couleurs que le rouge ; on doit alors utiliser d'autres gaz que du néon (qui, lui, produit toujours du rouge). Même si par abus de langage on appelle parfois à tort « néon » les lampes ayant d'autres couleurs, l’expression appropriée est tube fluorescent (ou tube « fluo »), contenant principalement de la vapeur de mercure sous basse pression.
Le néon est également employé dans les lampes de signalisation. Ces petites lampes remplacent avantageusement les lampes à incandescence, car elles présentent une très faible consommation, alliée à une longue durée de vie, qui est un avantage indéniable pour la signalisation visuelle. Cependant, comme toutes lampes à décharge, elles ne peuvent être utilisées que sous des tensions suffisantes pour provoquer leur amorçage. Une résistance montée en série limite le courant consommé. Elles sont notamment utilisées pour le balisage d'interrupteurs électriques, où elles commencent à être remplacées par des voyants à Led.

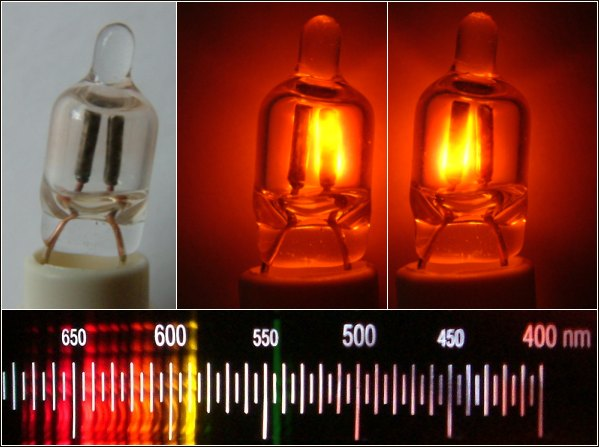
Ampoule de lampe témoin au néon et son spectre.